# Ревсон, Питер
Пи́тер Дже́ффри Ре́всон (англ. Peter Jeffrey Revson, 27 февраля 1939, Нью-Йорк — 22 марта 1974, трасса Кьялами) — американский автогонщик, пилот Формулы-1, 24 часов Ле-Мана и Champ Car.

## Карьера
Питер Ревсон родился в семье, владевшей компанией по производству косметики. Его знакомство с автомобилями и автоспортом началось на Гавайях. Там он водил свою первую машину — Morgan. Вернувшись в континентальную часть США, Питер стал выступать в американских гоночных первенствах. После этого Ревсон начал выступления в Европе, добиваясь там больших успехов. И он запланировал выступления и в Формуле-1.
В 1964 Ревсон выступал в Формуле-1 в команде Реджа Парнелла. Но он выступил очень неудачно и заработал репутацию лишь богатого американского плейбоя. Европейская мечта Питера была практически разрушена, и он вернулся в американский автоспорт.
После побед в Сиэтле и Лас-Вегасе Питер Ревсон присоединился к Skip Scott и на машине Ford GT40 провёл 3 сезона (1966—1968) в сериях Can-Am и Trans-Am, после чего продолжил выступления в одноместных гоночных сериях. В Индианаполисе 1969 года Ревсон пришёл пятым. А в 1970, финишировав на Porsche 908 вторым в Себринге вместе с актёром Стивом Маккуином, Питер выступал в Can-Am на машине Lola.
В 1971 Питер присоединился к команде McLaren и провёл несколько гонок за неё, после чего был приглашён в Тиррелл на Гран-при США. А в 1972 Ревсон провёл за McLaren полный сезон в Can-Am и Формуле-1. Напарником Ревсона был ветеран Халм, и оба выступили очень успешно. Денни стал третьим, Питер — пятым. 

В 1973 Ревсон также выступил в Формуле-1 за McLaren. Вновь 5 место в чемпионате, но на этот раз Питер одержал две победы.
Но конфликты в команде вынудили Питера Ревсона покинуть McLaren. И он перешёл в команду Shadow. В 1974 он участвовал в южноамериканских этапах чемпионата Формулы-1. Но на старт южноафриканского Гран-при выйти ему было не суждено: на тестах он разбился насмерть.

## Полная таблица результатов

### Формула-1
| Легенда к таблице |                                                                    |
| --- | ------------------------------------------------------------------ |
| В таблице перечислены результаты всех Гран-при Формулы-1, в которых принимал участие гонщик. Строками таблицы являются сезоны, столбцами — этапы чемпионата мира. В каждой клетке указаны сокращённое название этапа и результат, дополнительно обозначенный цветом. Расшифровка обозначений и цветов представлена в нижеследующей таблице. |                                                                    |
| \| Пример \| Описание \| \| ------------ \| ------------------------------------------------------------------ \| \| 1 \| Победитель \| \| 2 \| Второе место \| \| 3 \| Третье место \| \| 5 \| Финишировал, заработав очки \| \| Сход \| Не финишировал, но при этом заработал очки \| \| 12 \| Финишировал, не получив очков \| \| НКЛ \| Финишировал, но не попал в финальную классификацию \| \| 15 \| Участвовал вне зачёта, либо по отдельной классификации \| \| 18 \| Не финишировал, но попал в финальную классификацию \| \| Сход \| Не финишировал \| \| НКВ \| Не прошёл квалификацию \| \| НПКВ \| Не прошёл предквалификацию \| \| ДСК \| Дисквалифицирован \| \| ИСК \| Исключён из протокола соревнований \| \| ТТ \| Заявлен для участия только в тренировках \| \| НС \| Участвовал в квалификации, но не стартовал в гонке \| \| Т \| Травмирован или болен \| \| ОТК \| Отказ от участия \| \| НТР \| Прибыл на соревнования, но на трассу не выезжал \| \| НПР \| Был заявлен в числе участников, но не прибыл к началу соревнований \| \| О \| Соревнования отменены \| \| \| Не участвовал \| \| Поул-позиция \| \| \| Быстрый круг \| \| |                                                                    |
| Пример | Описание                                                           |
| 1 | Победитель                                                         |
| 2 | Второе место                                                       |
| 3 | Третье место                                                       |
| 5 | Финишировал, заработав очки                                        |
| Сход | Не финишировал, но при этом заработал очки                         |
| 12 | Финишировал, не получив очков                                      |
| НКЛ | Финишировал, но не попал в финальную классификацию                 |
| 15 | Участвовал вне зачёта, либо по отдельной классификации             |
| 18 | Не финишировал, но попал в финальную классификацию                 |
| Сход | Не финишировал                                                     |
| НКВ | Не прошёл квалификацию                                             |
| НПКВ | Не прошёл предквалификацию                                         |
| ДСК | Дисквалифицирован                                                  |
| ИСК | Исключён из протокола соревнований                                 |
| ТТ | Заявлен для участия только в тренировках                           |
| НС | Участвовал в квалификации, но не стартовал в гонке                 |
| Т | Травмирован или болен                                              |
| ОТК | Отказ от участия                                                   |
| НТР | Прибыл на соревнования, но на трассу не выезжал                    |
| НПР | Был заявлен в числе участников, но не прибыл к началу соревнований |
| О | Соревнования отменены                                              |
| | Не участвовал                                                      |
| Поул-позиция |                                                                    |
| Быстрый круг |                                                                    |

| Сезон | Команда                | Шасси        | Двигатель                | Ш | 1        | 2        | 3       | 4      | 5        | 6      | 7     | 8      | 9     | 10    | 11     | 12       | 13    | 14    | 15    | Место | Очки |
| ----- | ---------------------- | ------------ | ------------------------ | - | -------- | -------- | ------- | ------ | -------- | ------ | ----- | ------ | ----- | ----- | ------ | -------- | ----- | ----- | ----- | ----- | ---- |
| 1964  | Peter Revson Racing    | Lotus 24     | BRM P56 1,5 V8           | D | МОН НКВ  | НИД      |         |        | ВЕЛ Сход | ГЕР 14 | АВТ   | ИТА 13 | США   | МЕК   |        |          |       |       |       | —     | 0    |
| 1964  | Reg Parnell Racing     | Lotus 25     | BRM P56 1,5 V8           | D |          |          | БЕЛ ДСК | ФРА НС |          |        |       |        |       |       |        |          |       |       |       | —     | 0    |
| 1971  | Elf Team Tyrrell       | Tyrrell 001  | Ford Cosworth DFV 3,0 V8 | G | ЮАР      | ИСП      | МОН     | НИД    | ФРА      | ВЕЛ    | ГЕР   | АВТ    | ИТА   | КАН   | США 11 |          |       |       |       | —     | 0    |
| 1972  | Yardley Team McLaren   | McLaren M19A | Ford Cosworth DFV 3,0 V8 | G | АРГ Сход | ЮАР 3    | ИСП 5   | МОН    | БЕЛ 7    | ФРА    | ВЕЛ 3 | ГЕР    |       |       |        |          |       |       |       | 5     | 23   |
| 1972  | Yardley Team McLaren   | McLaren M19C | Ford Cosworth DFV 3,0 V8 | G |          |          |         |        |          |        |       |        | АВТ 3 | ИТА 4 | КАН 2  | США 18   |       |       |       | 5     | 23   |
| 1973  | Yardley Team McLaren   | McLaren M19С | Ford Cosworth DFV 3,0 V8 | G | АРГ 8    | БРА Сход | ЮАР 2   |        |          |        |       |        |       |       |        |          |       |       |       | 5     | 38   |
| 1973  | Yardley Team McLaren   | McLaren M23  | Ford Cosworth DFV 3,0 V8 | G |          |          |         | ИСП 4  | БЕЛ Сход | МОН 5  | ШВЕ 7 | ФРА    | ВЕЛ 1 | НИД 4 | ГЕР 9  | АВТ Сход | ИТА 3 | КАН 1 | США 5 | 5     | 38   |
| 1974  | UOP Shadow Racing Team | Shadow DN3   | Ford Cosworth DFV 3,0 V8 | G | АРГ Сход | БРА Сход | ЮАР     | ИСП    | БЕЛ      | МОН    | ШВЕ   | НИД    | ФРА   | ВЕЛ   | ГЕР    | АВТ      | ИТА   | КАН   | США   | —     | 0    |